# William Holman Hunt
Pour les articles homonymes, voir William Hunt, Holman et Hunt.
William Holman Hunt, né William Hobman Hunt, à Londres le 2 avril 1827 et mort dans la même ville le 7 septembre 1910, est un peintre britannique., un des fondateurs du préraphaélisme.

## Biographie
Lorsque William Holman Hunt entre à l'école de la Royal Academy en 1843, après un premier échec, il se rebelle contre l'influence de son premier président, Sir Joshua Reynolds. Il fonde en 1848 la Confrérie préraphaélite après sa rencontre avec John Everett Millais. Ensemble, avec Dante Gabriel Rossetti, ils cherchent à revitaliser l'art en insistant sur l'observation détaillée du monde naturel, dans la dévotion de la vérité.
En janvier 1854, il quitte l'Angleterre pour la Syrie et la Palestine où il désire revenir aux sources antiques et s'en inspirer pour ses scènes bibliques. Le résultat est Le bouc émissaire, un animal solitaire, les pieds pris dans le sel de la mer avec les montagnes d'Édom dans le lointain, avec un effet d'ombres pourpre.
À Florence, il est hébergé par l'amateur d'art William Blundell Spence dans sa villa Medicea di Fiesole. Il y peint Caught et Tuscan Girl en prenant les filles du jardinier comme modèles.
William Holman Hunt retourne à Jérusalem en 1869 et en 1875, où il est engagé pour un grand tableau, The Triumph of the Innocents, considéré comme son chef-d'œuvre.
Edward Robert Hughes a été son assistant. Ils ont travaillé sur la version de La Lumière du monde conservé dans la cathédrale Saint-Paul de Londres.
En 1905, il publie un ouvrage intitulé Le Préraphaélisme et les préraphaélites.
Parmi ses modèles les plus connus figure Annie Miller.

## Œuvres
- A Converted British Family Sheltering a Christian Priest from Persecution by the Druids (1850), Manchester Art Gallery.
- L'Éveil de la conscience, 1853, Londres, Tate Britain.
- La Lumière du monde, 1854, Manchester Art Gallery.
- Le Bouc émissaire, 1856, Port Sunlight, .
- Découverte du Sauveur dans le Temple, 1860, Birmingham Museum and Art Gallery.
- Caught, 1867, Manchester Art Gallery.
- Isabelle et le pot de basilic, 1867, Newcastle upon Tyne, Laing Art Gallery.
- L'Ombre de la mort, 1871, Manchester Art Gallery.
- May Morning on Magdalen Tower, 1889, Port Sunlight, Lady Lever Art Gallery
- The Miracle of the Holy Fire, 1899, Cambridge, Fogg Art Museum.
- La Dame de Shalott, vers 1890-1905, Hartford, Wadsworth Atheneum.

Œuvres de William Holman Hunt
Le Berger mercenaire (1851), Manchester Art Gallery.
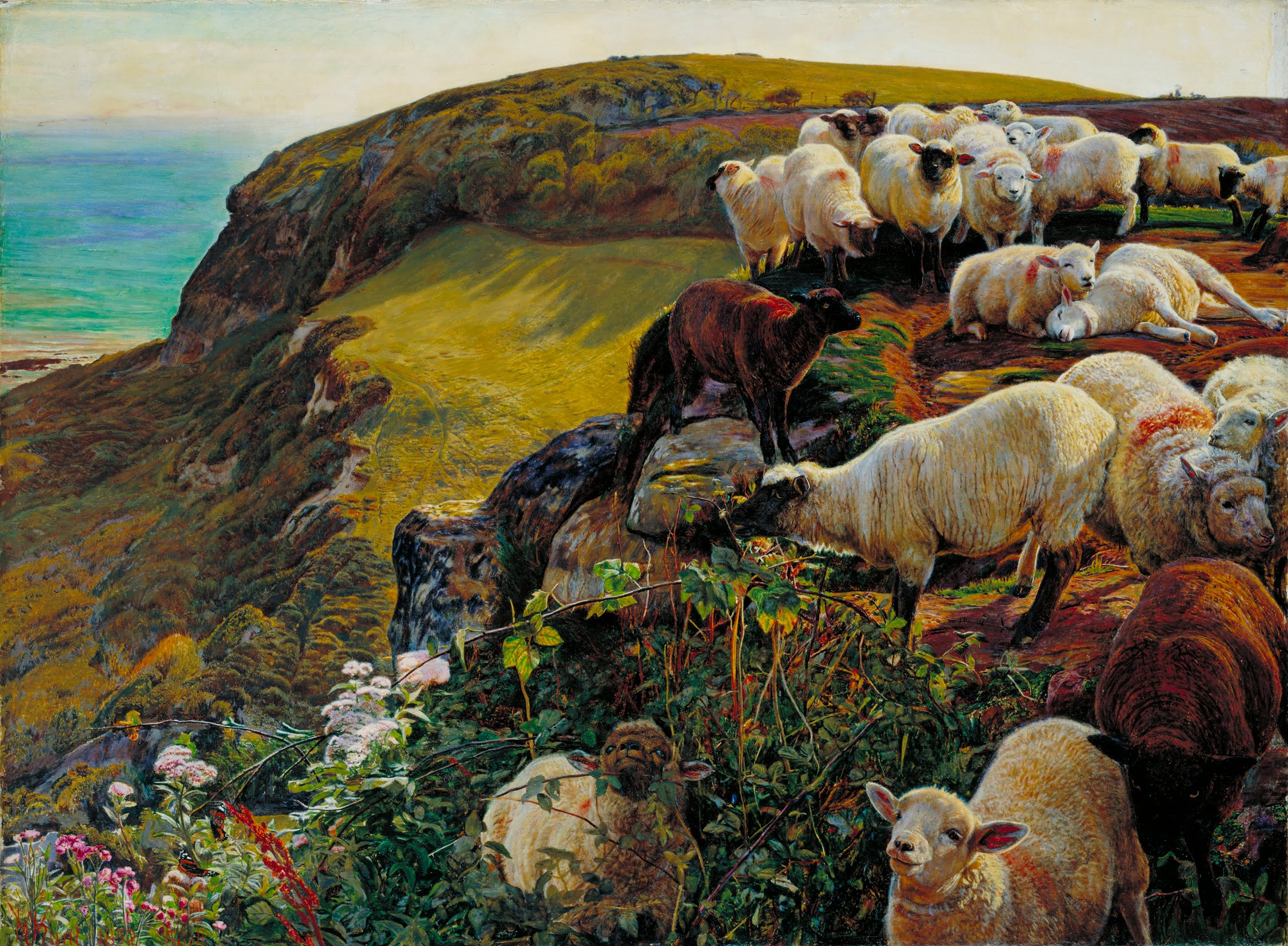
Nos côtes anglaises (1852), Londres, Tate Britain.
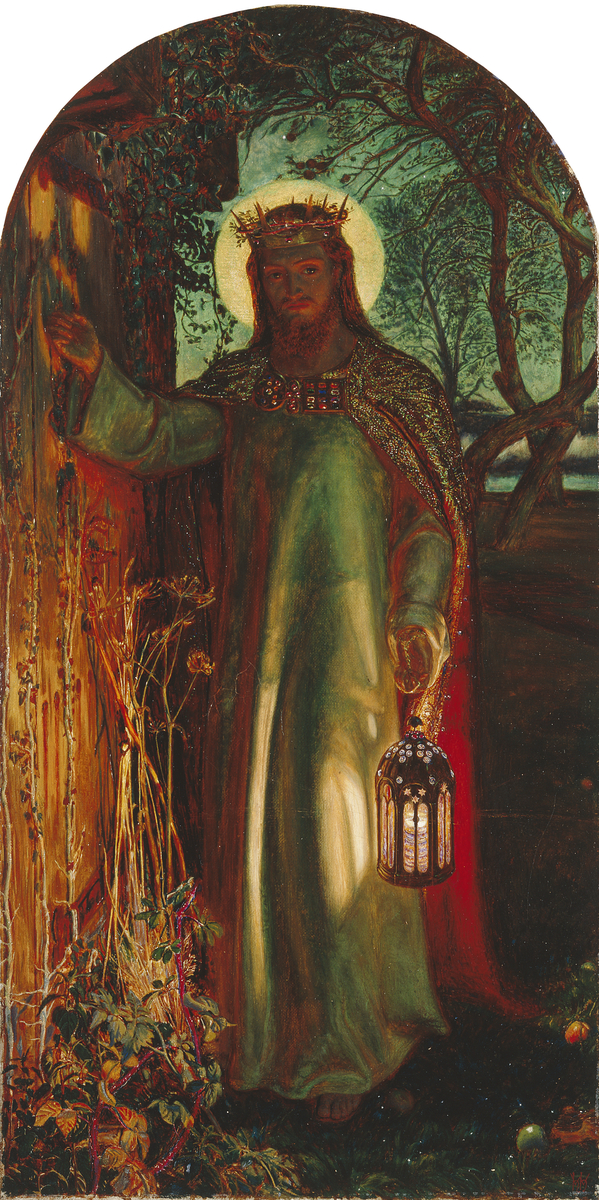
La Lumière du monde (1854), Manchester Art Gallery.
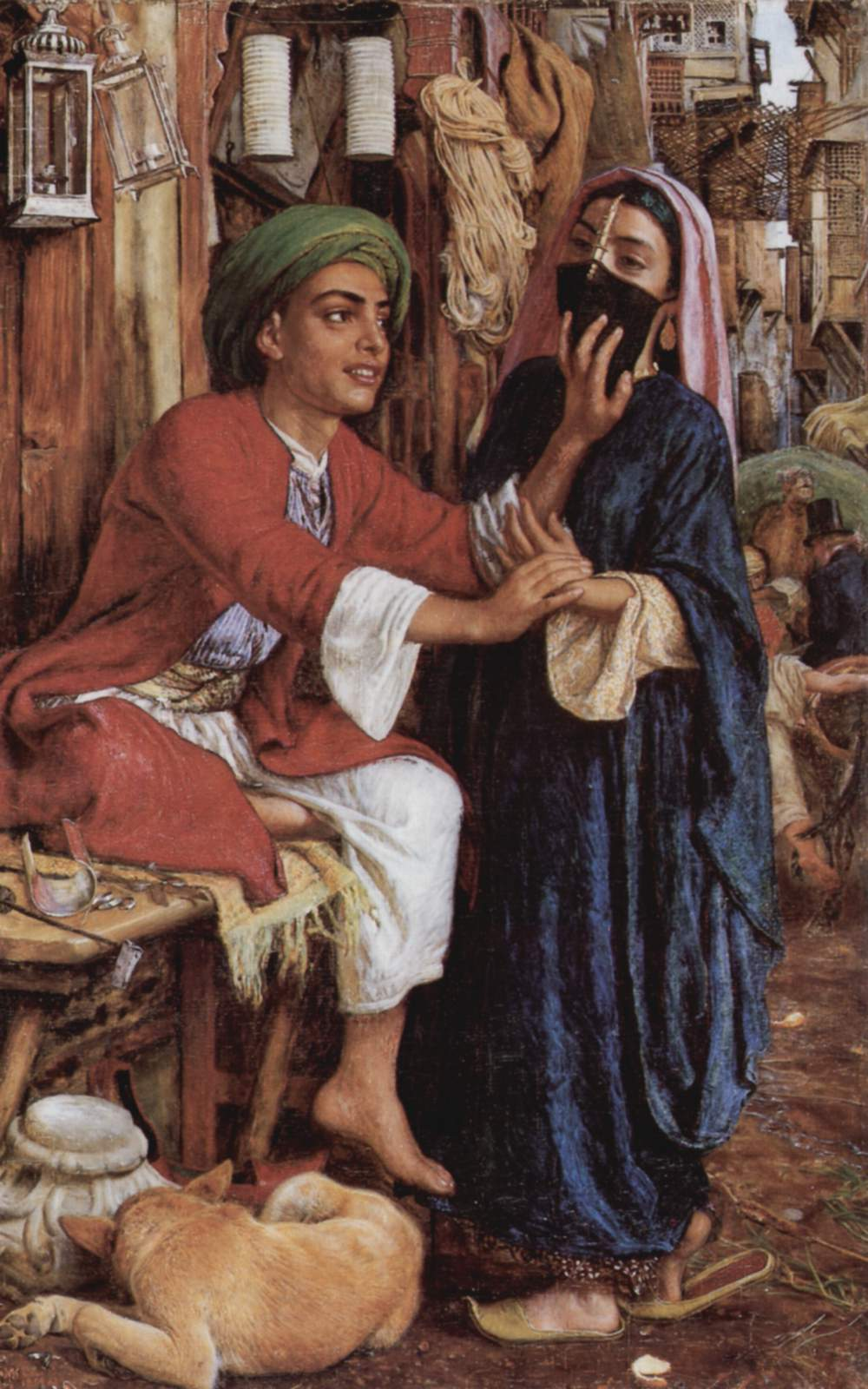
Street scene in Cairo (1854-1861), Birmingham Museum and Art Gallery.
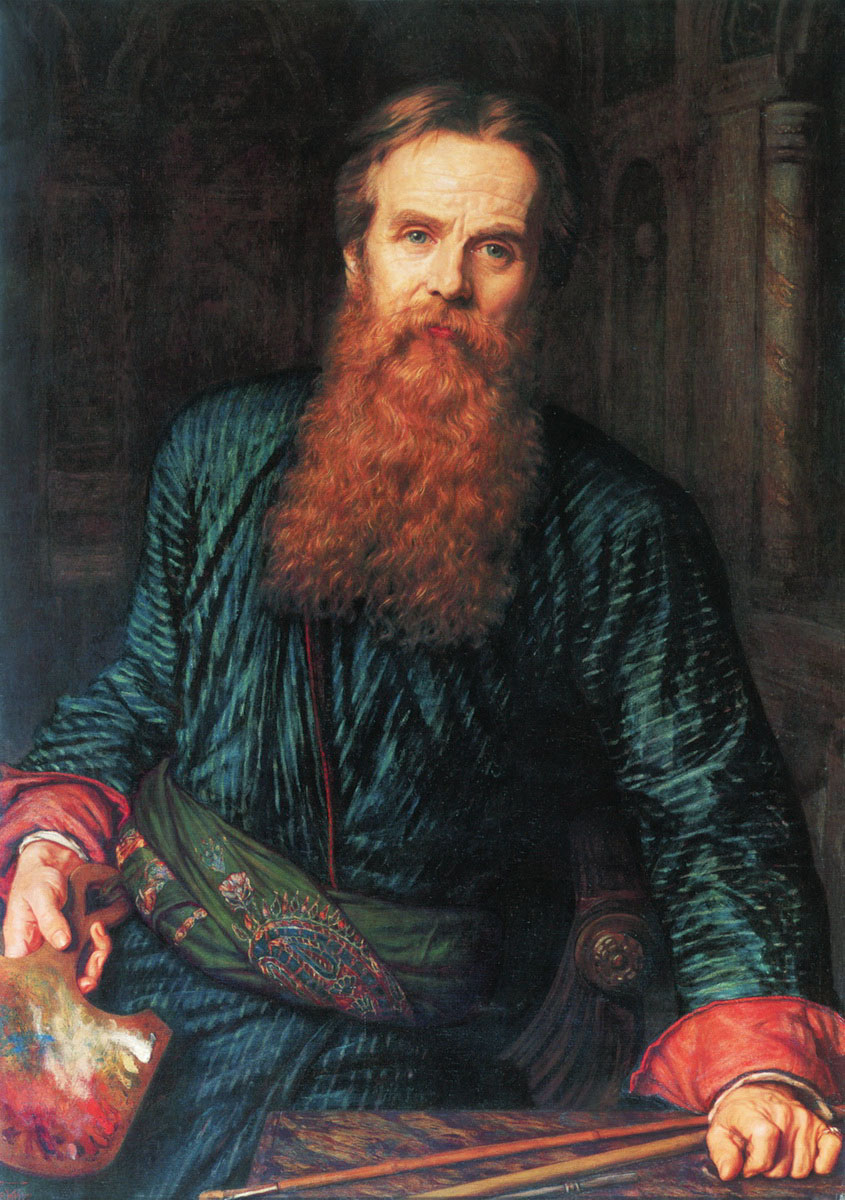
Autoportrait (1867), Florence, galerie des Offices.
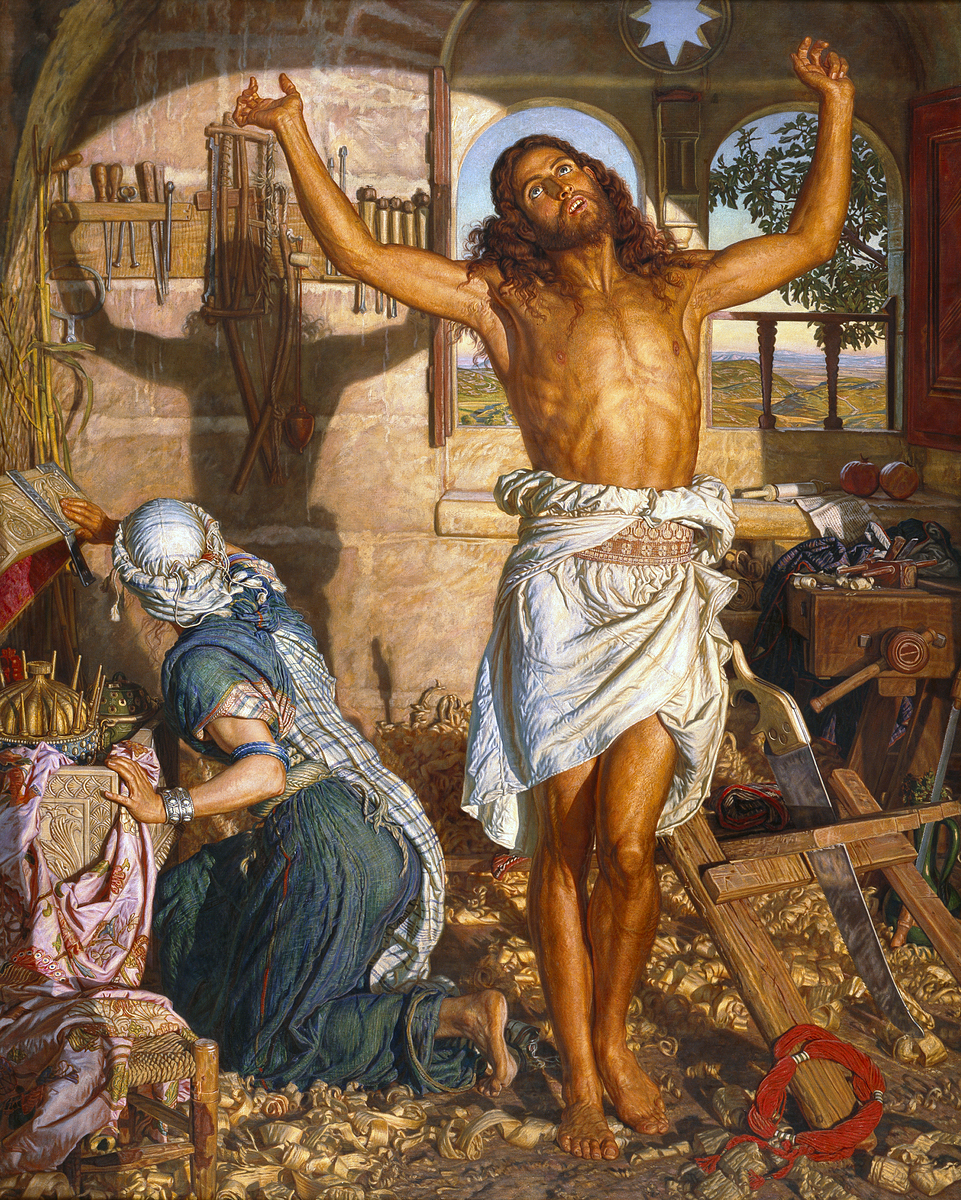
L'Ombre de la mort (1871), Manchester Art Gallery.
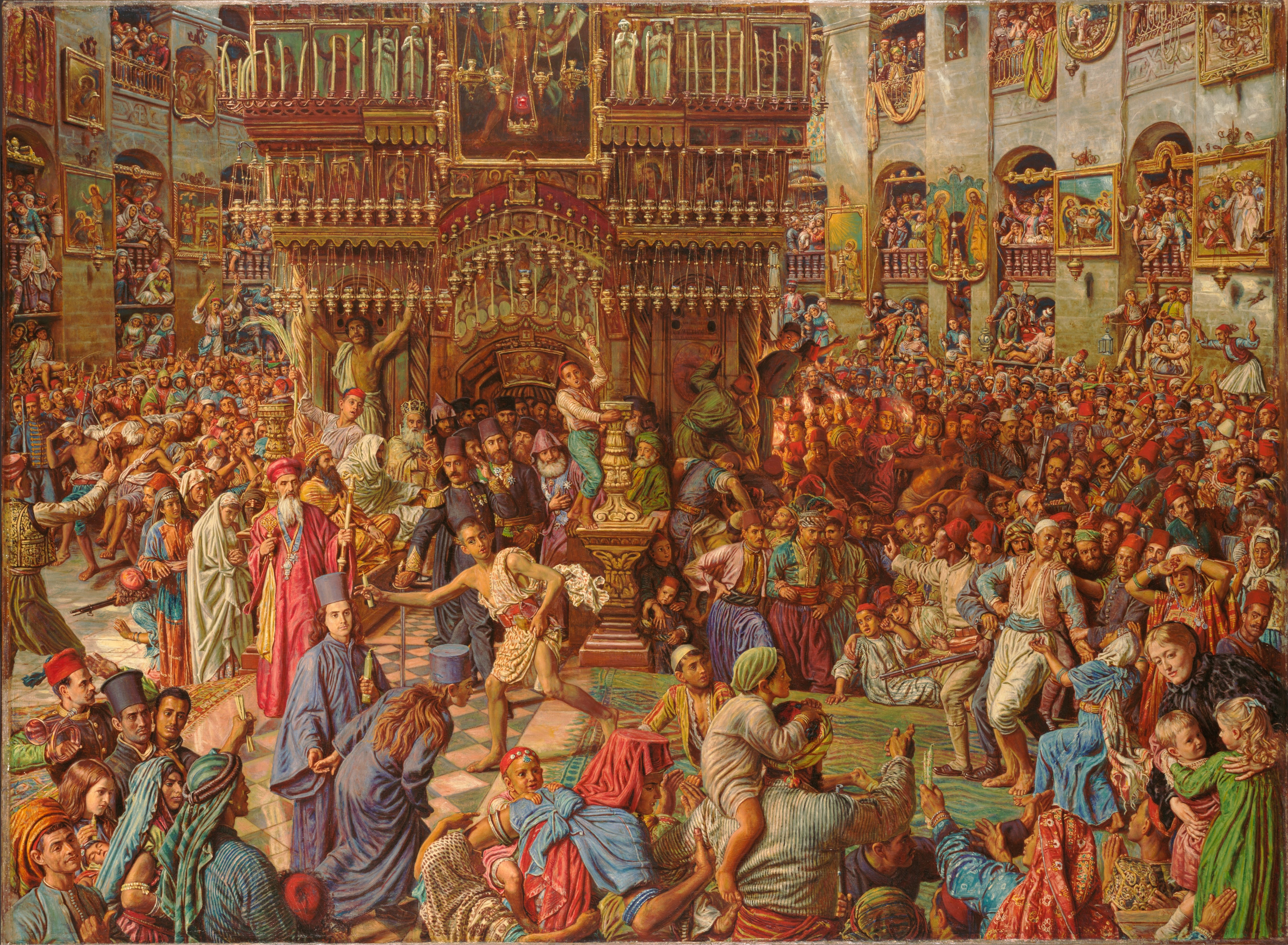
The Miracle of the Holy Fire (1899), Cambridge, Fogg Art Museum.
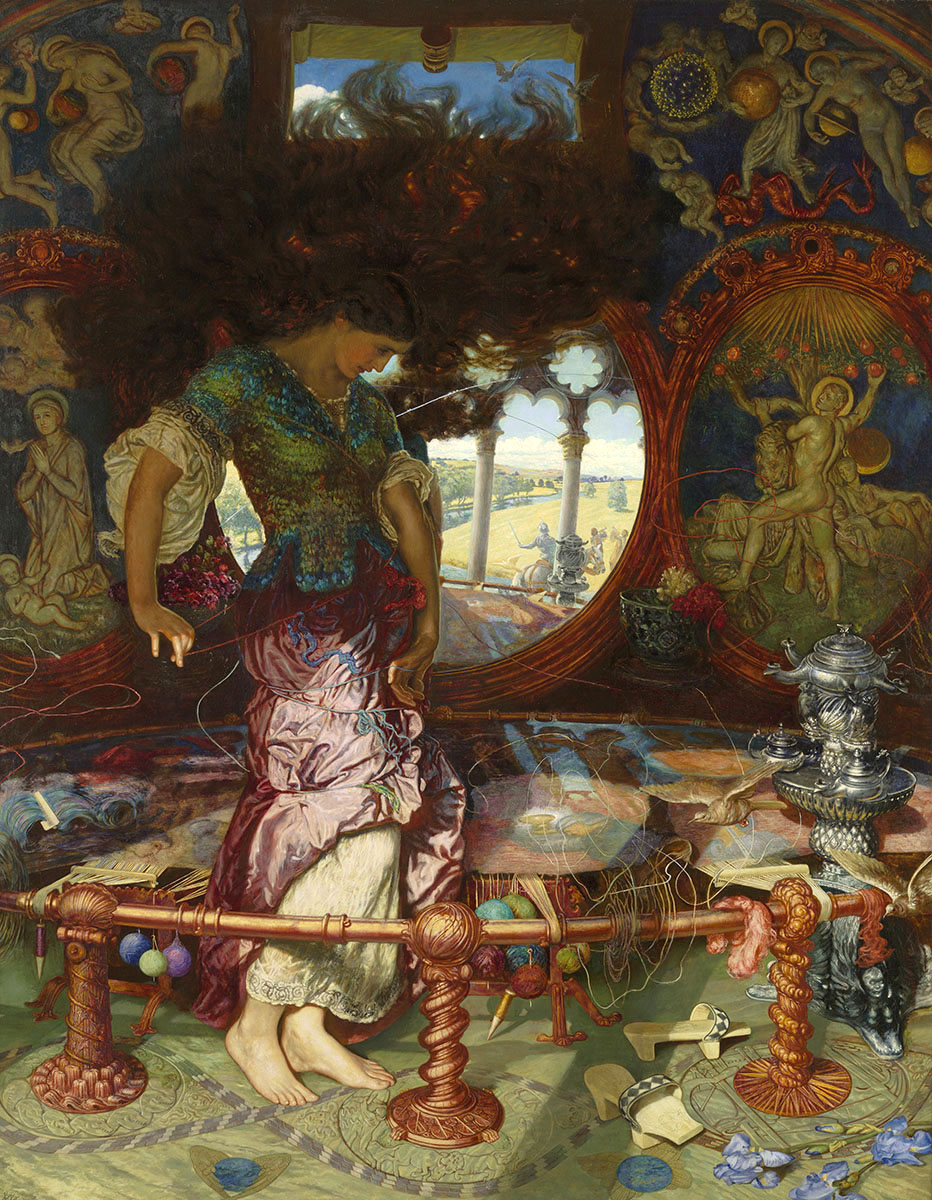
La Dame de Shalott (vers 1890-1905), Hartford, Wadsworth Atheneum.